# سيث
سيث هو فنان قصص مصورة كندي، ولد في 16 سبتمبر 1962 في Clinton, Ontario ‏ في كندا.

## وصلات خارجية
- سيث على موقع ميوزك برينز (الإنجليزية)
- سيث على موقع إن إن دي بي (الإنجليزية)